# Sint-Jobkerk (Ukkel)
De Sint-Jobkerk (Frans: Église Saint-Job) is een kerkgebouw in de Belgische gemeente Ukkel in het Brussels Hoofdstedelijk Gewest.

## Geschiedenis
De kerk is in 1911-13 opgetrokken met de Dom van Aken als inspiratie, met name voor de toren en de koepel. De neoromaanse plannen waren van de Antwerpse architect Jules Bilmeyer. Zijn centraalbouw verving een eerdere parochiekerk uit 1836, die zelf in de plaats was gekomen van de oude slotkapel van de heren van Carloo. De restanten van hun kasteel moesten plaats ruimen voor de aanleg van het Sint-Jobplein. Enkele grafstenen uit de vroegere gebedshuizen zijn overgebracht naar de nieuwe kerk: Jean van der Noot († 1643), Rogier-Wouter van der Noot († 1710) en Philippe-François van der Noot († 1759). Ze bezit verder een fraaie reeks 17e-eeuwse heiligenbeelden en een schilderij dat wordt toegeschreven aan Gaspar de Crayer.